# Stenocharta multiplaga
Stenocharta multiplaga là một loài bướm đêm trong họ Geometridae.